# Доктор Ху (13. серијал)
Тринаести серијал британског научнофантастичног програма Доктор Ху, познат под колективним именом Флукс, емитован је од 31. октобра до 5. децембра 2021. године. Серијал је трећи и последњи који је водио Крис Чибнал као главни сценариста и извршни продуцент. Ово је тринаести серијал која је емитован након оживљавања програма 2005. године и укупно тридесет девета сезона. Серијал, првобитно најављен у новембру 2019. године, последњи је емитован недељом увече, настављајући тренд који су поставила претходна два серијала. Пратила су га три повезана специјала емитована 2022. године.
Џоди Витакер се вратила у свом трећем и последњем серијалу као Тринаести Доктор, инкарнација Доктора, ванземаљског Господара времена који путује кроз време и простор у свом броду ТАРДИС-у који споља поприма изглед британске полицијске кутије. У тринаестом серијалу такође су глумили Мандип Гил и Џон Бишоп као Докторови сапутници Јасмин Кан и Ден Луис. Серијал се фокусира на Тринаестог Доктора и њене сапутнике док прате аномалију која прети да уништи универзум, познату као „Флукс”, док се баве непријатељима и тајнама из Докторине прошлости.
Серијал се састоји од шест епизода које чине јединствену причу у целом серијалу. Шест епизода режирали су Џејми Магнус Стоун и Ажур Салим. Стоун је већ био редитељ појединих епизода претходног серијала, а Салим је режирао као нови сарадник. Чибнал је написао свих шест епизода серијала заједно са Мекин Алдертон која се такође вратила након писања за претходни серијал. Снимање је почело у новембру 2020. и завршено је до августа 2021. године. Серијал је добио помешане рецензије критичара.

## Улоге
- Џоди Витакер као Тринаести Доктор
- Мандип Гил као Јасмин Кан
- Џон Бишоп као Ден Луис

## Епизоде
По први пут од 23. сезоне (1986) и трећи пут у историји програма, серијал прати јединствену причу у целини, и не садржи самосталне епизоде. Ово је други пут да су све епизоде обухваћене једним бројем приче; шеснаеста сезона (1978–79) задржала је одвојене серијске ознаке.
| Бр. еп. (укупно) | Бр. еп. (у сезони) | Наслов                      | Редитељ            | Сценариста                   | Премијера          | Гледаност у Британији (милиони) |
| --- | ------------------ | --------------------------- | ------------------ | ---------------------------- | ------------------ | ------------------------------- |
| 167 | 1                  | „Апокалипса за Ноћ вештица” | Џејми Магнус Стоун | Крис Чибнал                  | 30. октобар 2021.  | 5,81                            |
| Доктор и Јасмин Кан гоне Карванисту из врсте Лупари до Ливерпула, где он киднапује трговца Дена Луиса. Доктор доживљава психичку визију мистериозног Роја, који тврди да дели историју са њом, бежећи из затвора Одељења Господара времена. Пре одласка из Ливерпула Доктор и Јасмин упознају Клер, жену из њихове будућности. Убрзо након тога, Уплакани анђео шаље Клер у 1965. годину. На Карванистином броду, Јасмин спасава Дена док се Доктор сукобљава са Карванистом због његове везе са Одељењем, пре него што се позабави наводним планом инвазије Лупара. Карваниста им говори да Лупари заправо спасавају човечанство од уништења Земље Флуксом, непознатим, свеобухватним феноменом који пркоси свим законима простора и времена. Флукс доводи до евакуације Виндера, јединог станара удаљене свемирске испоставе, и привлачи пажњу Сонтаранаца. Након још једне психичке интеракције између Доктора и Роја, Флукс убрзава свој напад на Земљу. Доктор даје Карванисти да формира одбрамбени штит са осталим Лупари бродовима, штитећи Земљу од Флукса. У немогућности да се транспортује иза штита, ТАРДИС сустиже Флукс, са Доктором, Јасмин и Деном унутра. |                    |                             |                    |                              |                    |                                 |
| 168 | 2                  | „Рат Сонтаранаца”           | Џејми Магнус Стоун | Крис Чибнал                  | 7. новембар 2021.  | 5,13                            |
| Доктор, Јасмин и Ден се буде у Севастопољу током Кримског рата, где су Сонтаранци током историје заменили Русе, и упознају Мери Сикол и генерала Логана. Ефекти Флукса враћају Дена у Ливерпул 2021, а Јасмин у оштећени храм пун умирућих свештеника, поред Џозефа Вилијамсона и Виндера. Доктор закључује да су Сонтаранци избегли одбрану Лупара. Ден се убацује у бродоградилиште Сонтаранаца. Рој стиже у храм и открива да се налази у региону Атропоса на планети Време, убијајући свештенике и узимајући Јасмин и Виндера за таоце. Доктор ангажује Сиколову да прикупи обавештајне податке о логору Сонтаранаца, затим позива Сонтаранце да преговарају о повлачењу, да би их Логанови војници ухапсили, који касније воде катастрофалну битку са њима. Доктор се поново групише са Сиколовом и Логановим људима и они ометају снабдевање Сонтаранаца, али Логан одбија и бомбардује логор. Сонтаранци откривају Дена, али Карваниста га спасава пре него што уништи бродоградилиште, што ресетује временску линију. Доктор успева да поврати ТАРДИС и прикупи Дена, али су отети и доведени у храм, где су приморани да гледају како се Рој припрема да убије Јасмин и Виндера. |                    |                             |                    |                              |                    |                                 |
| 169 | 3                  | „Некада давно”              | Азур Салим         | Крис Чибнал                  | 14. новембар 2021. | 4,70                            |
| Доктор скаче у временску олују храма и зауставља Рој скривајући Дена, Јасмин и Виндера у њиховој прошлости, иако са много промењених детаља. Виндер невољно проживљава своје време док је помагао диктаторској Великој Змији и своје деградирање након што је открио Змијина злодела. Бел, која је преживела Флукс, путује кроз његове рушевине у Лупари броду, избегавајући Далеке, Сонтаранце и Киберљуде. Доктор скаче у свој временски ток и опоравља сећања на своју прошлу инкарнацију Одбеглу Докторку и своје време у Одељењу. Открива се да су она и Карваниста претходно извршили препад на храм да би поразили Рој и спасили свештенике. Садашња Доктор проналази свештенике и подстиче их да се врате у живот и храм, али они је одвајају од њене прошлости да би је заштитили. Тајанствени стари ентитет прекори Доктора. Открива се да Бел тражи Виндера, свог љубавника, и да носи његово дете. Доктор враћа Јасмин, Дена и Виндера у садашњост и поправља временске токове. Она враћа Виндера на његову матичну планету опустошену Флуксом, након чега Уплакани анђео који је вребао Јасмин пресреће ТАРДИС. |                    |                             |                    |                              |                    |                                 |
| 170 | 4                  | „Село Анђела”               | Џејми Магнус Стоун | Крис Чибнал и Мекин Алдертон | 21. новембар 2021. | 4,57                            |
| Доктор поново покреће ТАРДИС, терајући Анђела напоље и насукујући се у енглеском селу Медертон, 1967. године. Бивши војник, професор Џерико, спроводи психичке експерименте на Клер, коју је исти Анђео који је отео ТАРДИС послао назад у време. Анђео шаље Јасмин и Дена назад у Медертон 1901. године, где проналазе несталу девојку по имену Пеги. Откривају препреку у 1967. и Пегиној будућности, која је до тада морала да проживи остатак живота. Доктор, Клер и Џерико се забарикадирају у његовом подруму док се Анђели приближавају. Клер открива да има визије у којима постаје Анђео, угошћујући једног који се настанио у њеном уму. Повезујући се са Анђелом телепатским путем, Доктор открива да се Анђео крије од других Анђела, који га гоне по наређењу Одељења. Доктор и Клер беже кроз тунел који окружују Анђели, док је Џерико послат у 1901. годину. Доктор сазнаје да су Анђели узели село ван времена да заробе одметничког Анђела, који открива да је понудио Доктора Анђелима за своје сигурност. Доктор је претворена у Анђела и транспортована у Одељење, док су остали послати у 1901. годину. Бел стиже на Пузано и види Азур, саучесницу Роја, како превари преживеле да би добили енергију. Она спашава мештана да не упадне у њихову замку и оставља поруку Виндеру.                                                    |                    |                             |                    |                              |                    |                                 |
| 171 | 5                  | „Преживели Флукса”          | Азур Салим         | Крис Чибнал                  | 28. новембар 2021. | 4,83                            |
| Уплакани анђели превозе Доктора у Одељење где она упознаје ентитет који ју је претходно казнио, за који је откривено да је њена усвојитељица, Тектеун. Она открива да је Одељење оркестрирало Флукс, талас антиматерије, да убије Доктора због мешања у њихове планове и да они имају знање о мултиверзуму. Године 1904. Јасмин, Ден и Џерико траже по свету артефакте и видовњаке како би дешифровали када ће свету доћи крај. Налазе Вилијамсона, који је открио неколико врата која су водила до разних других места док је ископавао тунеле испод Ливерпула. Током много година, Велика Змија се инфилтрира у UNIT као официр, елиминишући оне који му представљају претњу. Након што му је претила Кејт Стјуарт, он деактивира сву одбрану UNIT-а, дозвољавајући Сонтаранцима да уђу на Земљу. Виндер открива Рој како сакупља енергију од преживелих из Флукса, али је ухваћен и заробљен у уређају званом Путник, где упознаје Денову пријатељицу Дајен, коју су раније отели Рој и Азур. Доктор беспомоћно посматра како Рој долази, разграђујући Тектеун и претећи да ће јој учинити исто. |                    |                             |                    |                              |                    |                                 |
| 172 | 6                  | „Победници”                 | Азур Салим         | Крис Чибнал                  | 5. децембар 2021.  | 4,64                            |
| Доктор је подељена у три копије због временске дисторзије, док Азур открива да она и Рој планирају да претворе Флукс у уређај сталног универзалног уништења. Јасмин, Ден, Џерико и Вилијамсон путују у 2021. годину и срећу се са Кејт Стјуарт и другом копијом, која каже Клер и Џерику да се инфилтрирају међу Сонтаранце и узимају њен ТАРДИС од Кејт. Трећа се судара Белиним бродом у команду Сонтаранаца. Сонтаранци уклањају трећу копију, коју друга спашава, и врше геноцид над Лупарима. Они нуде савез са Киберљудима и Далецима, на превару их жртвујући Флуксу док лупарски штит чува Сонтаранце. Клер бежи Сонтаранцима; Џерико не успева. Две копије спасавају Виндера и Дајен, и реформишу лупарски штит иза Сонтаранаца, остављајући Флуксу да прогута Сонтаранце, Џерика, Далеке и Киберљуде, и да их апсорбује Путник. Азур и Рој доводе прву копију у Атропос да је жртвују Времену, али Време уништава дуо и поново уједињује Доктора, говорећи јој да се чува сила које се гомилају против ње и њиховог господара. Користећи врата тунела, Кејт и Виндер доводе Змију на мали астероид. Виндер и Бел одлучују да путују са Карванистом. Дајен одбија Денову понуду за састанак, пошто Доктор позива Дена да се придружи њој и Јасмин. Она своје изгубљене успомене одлаже дубоко у унутрашњост ТАРДИС-а, одлучујући да живи без њих. |                    |                             |                    |                              |                    |                                 |

## Избор глумаца
Серијал је трећи у ком се појављује Џоди Витакер као Тринаести Доктор. Мандип Гил се такође вратила као Јасмин Кан. Након одласка Бредлија Волша и Тосина Кола након „Револуције Далека” (2021), Џон Бишоп се придружио глумачкој постави серијала као Ден Луис.
Џејкоб Андерсон се појављује у споредној улози Виндера. Џо Мартин се вратила као Одбегла Докторка у епизоди „Некада давно” пошто се последњи пут појавила у епизодама дванаестог серијала „Бегунац од Џадуна” и „Ванвременска деца” (2020). Поред тога, Џема Редгрејв је поново тумачила своју улогу Кејт Стјуарт, лика који се понављао у епизодама Једанаестог и Дванаестог Доктора, која је последњи пут виђена у „Зајгонској инвазији” / „Зајгонској инверзији” (2015). У епизодним улогама у серијалу такође се појављују Тадеа Грејам као Виндерова љубавница Бел, Крејг Елис као Лупари Карваниста, Рошенда Сандал и Сем Спруел као непријатељски Разарачи Азур и Рој, Анабел Шоли као Клер и Кевин Мекнели као професор Џерико.
Остали гостујући глумци у серијалу били су Крег Паркинсон као Велика Змија, Сара Пауел као Мери Сикол, Џералд Кид као генерал Логан, Пенелопи Ен Мекги као госпођа Хејворд, Стив Орам као Џозеф Вилијамсон, Нађа Албина као Дајен, Џонатан Вотсон као заповедник Риско и Скак и Пол Бротон као Невил.

## Продукција

### Развој
Директор серије Крис Чибнал најавио је да је тринаести серијал у фази развоја у новембру 2019, пре премијере дванаестог серијала. Чибнал се вратио као шоуранер, будући да је у тој улози био од једанаестог серијала.
Због утицаја пандемије ковида 19 на телевизију, продукција серијала је укључивала само осам епизода, што је мање у односу на претходних једанаест. Шест епизода је одређено за тринаести серијал, а додатне три су емитоване следеће године. Последња епизода би била последња Витакерина и Чибналова у улогама главне глумице и извршног продуцента.
„Пре него што смо почели да га правимо, било је тренутака када смо мислили да нећемо моћи да радимо серијал под условима ковида ове године... постојала су два начина на која смо могли да наставимо. Могли бисмо да кажемо 'хајде да снимимо много малих малих епизода смештених у једној просторији, без чудовишта, или бисмо могли да бацимо рукавицу и направимо највећу причу коју смо икада урадили... дефинитивно најамбициознија ствар коју смо урадили откако смо у серији.”— Крис Чибнал, 
Касније је открио у подкасту радија Слободни Скаро да је серијал за длаку избегао отказивање и да су он и Витакерова одбили друге понуде за посао да би га завршили: „Постојала је недеља када није требало да буде снимања, када ми је понуђен други посао.” Чибнал је такође изјавио да је серијал био прекинут на најмање сат времена.
У јулу 2021. пред крај снимања, и Витакерова и Чибнал објавили су своју намеру да напусте програм након серијала и три повезана специјала који ће се емитовати до 2022. године. Чибнал је објаснио да су се он и Витакерова договорили о „три серијала и тачка” пакту и да је „сада наша смена завршена и враћамо кључеве ТАРДИС-а”. Сем њих, серију је напустио и композитор Сегун Акинола, рекавши да планира да оде заједно са њима.

### Писање
Максин Алдертон, сценаристкиња епизоде дванаестог серијала „Проклетство виле Диодати”, наведена је у свом CV-у као „главна сценаристкиња” за тринаести серијал. У априлу 2020, Чибнал је потврдио да је писање за серијал почело и да се наставило даљински током пандемије ковида 19. Чибнал је написао свих шест епизода серијала, а са Алдертоновом је сарађивао на писању четврте епизоде.
Ед Хајм, који је написао „Одводи те” (2018) и „Сироче 55” (2020) из два претходна серијала, навео је у свом CV-у да је био спреман да напише једну епизоду за серијал, као и Пит Мектај, међутим, Чибнал је касније у октобру 2021. изјавио:
„Имали смо заказане неке друге заиста сјајне сценаристе, али много наших планова је морало да се промени. Делом зато што је нови серијал, делом зато што има мање епизода, а делом због преокрета.”— Крис Чибнал, Часопис Доктор Ху #568 − октобар 2021.
Прича укључује неке од понављајућих ванземаљаца Доктора Хуа међу којима су Киберљуди, Далеци, Удови, Сонтаранци и Уплакани анђели.

### Снимање
Према речима извршне директорке продукције Трејси Симпсон, предпродукција за тринаести серијал требало је да почне у јуну 2020, а снимање је првобитно било заказано за септембар исте године. Снимање је на крају почело у новембру 2020. и трајало је десет месеци. Снимање је још увек трајало у јулу 2021. што је потврђено на Сан Дијего Комик Кону. Џејми Магнус Стоун је режирао прву, другу и четврту епизоду, а Ажур Салим трећу, пету и шесту. Снимање шест епизода серијала заједно са два специјала из 2022. завршено је до августа 2021. године.

## Издања

### Промоција
Серијал је први пут промовисан на Сан Дијего Комик Кону 25. јула 2021, где је објављен први тизер трејлер. Током октобра 2021. године, брод Сонтаранаца је био пројектован изнад Ливерпула, а Докторов „број телефона” је објављен у промотивној поруци. Дана 8. октобра 2021. налози на друштвеним мрежама Доктора Хуа били су ван мреже. Витакерова се појавила у епизоди Емисије Грејама Нортона 15. октобра 2021. током које је објављен други трејлер.

### Емитовање
Серијал је почео са приказивањем 31. октобра 2021. на каналу BBC One и емитован је до 5. децембра исте године. Серијал од шест епизода такође је био познат под колоквијалним насловом Флукс. У Сједињеним Државама серијал је емитован истог дана на каналу BBC America, док је стриминг услуга AMC+ имала права на пренос на захтев за нове епизоде. У Аустралији епизоде су објављене истог дана на ABC iview-у и емитоване на каналу ABC TV Plus.
У мају 2017. године објављено је да због услова уговора између BBC Worldwide-а и SMG Pictures-а у Кини, друштво имало прво право одбијања куповине за кинеско тржиште будућих серијала програма закључно са 15. серијалом. У октобру 2019. године, HBO Max и BBC су склопили договор за додатна два серијала Доктора Хуа, укључујући и тринаести и четрнаести серијал.

### Кућна издања
Дана 24. јануара 2022, цео 13. серијал је објављен на DVD и Blu-ray форматима у Региону 2. Прва два специјала из 2022. године „Предвечерје Далека” и „Легенда о Морским ђаволима” су објављена 23. маја на DVD и  форматима. Трећи и последњи специјал из 2022. године, „Моћ Доктора” објављен је на DVD и  форматима 7. новембра 2022. године.
Три специјала су прикупљена и објављена на Blu-ray форматима 7. новембра као део комплета „Специјали 13. серијала”.

## Пријем

### Рејтинзи
Најгледанија епизода серијала била је „Апокалипса за Ноћ вештица” са 5,8 милиона гледалаца, а следи „Рат Сонтаранаца” са 5,5 милиона. Што се тиче гледаности преко ноћи, „Апокалипса за Ноћ вештица” имала је око 400.000 гледалаца мање од премијерне епизоде 12. серијала, „Спајфол”. Према Индексу уважавања, просечна стопа одобравања серијала била је 77/100 при чему је највишу оцену имало „Село Анђела” са 79, а најнижу „Некада давно” са 75.

### Критички пријем
Тринаести серијал Доктора Хуа наишао је на помешане рецензије критичара, а многи су га назвали одличним завршетком Тринаестог Доктора. Серијал има рејтинг одобравања од 82% на страници за прикупљање рецензија Rotten Tomatoes са просечном оценом 6/10, на основу 52 рецензије критичара. На веб-сајту Metacritic има пондерисану просечну оцену 68 од 100 на основу шест рецензија, што указује на „генрално повољне критике”. Бен Кларк из Collider-а приметио је да је серијал имао трећу најнижу оцену на IMDb-у са 6,5/10, само испред друга два серијала Џоди Витакер, једанаестог и дванаестог, који су били на 13. и 12. месту респективно.
Међутим, у поређењу са другим серијалима, тринаести се обично сматра једним од најгорих. Едвард Клири из Screen Rant-а оценио је серијал као најлошији од савремених серијала, напомињући да је Витакерина овде најбоље одиграла улогу Доктора, али да је био најгори серијал у њеном низу у целини. Серијал је назвао антиклиматским и сматрао да се крај „није исплатио”. Упркос овим критикама, Клири га и даље описује као „леп испраћај” Тринаестог Доктора.
На ранг листи веб-сајта Digital Spy, Морган Џефри и Ребека Кук су такође поставили 13. серијал на последње место. Џефри и Кукова су га назвали „дивним испраћајем”, као и најбољом изведбом Витакерове у улози Доктора. Иако су њих двоје сматрали серијал смешним и забавним, они су такође критиковали писање и видан недостатак правца. Описали су га као збуњујући и „помало несхватљив”.

## Напомена
1. ↑  Морган Џефри и Ребека Кук су уврстили специјале (2008−10) као независни серијал, чиме је 13. серијал био на 14. месту. Не рачунајући сепцијале, серијал је на 13. месту.